# Афонино (Ярославский район)
Афонино — деревня в Ярославском районе Ярославской области России.
В рамках организации местного самоуправления входит в Курбское сельское поселение; в рамках административно-территориального устройства включается в Мордвиновский сельский округ.

## География
Деревня расположена в 25 километрах к западу от Ярославля в окружении сельскохозяйственных полей на двух берегах реки Пахма. В непосредственной близости протекает эта же река. На севере граничит с деревней Мордвиново.

## История
В 2005 году деревня вошла в состав Курбского сельского поселения образованного в результате слияния Курбского, Меленковского, Мордвиновского и Ширинского сельсоветов.

## Население
| 2007 | 2010 |
| ---- | ---- |
| 323  | ↘304 |

По переписи 1989 года в деревне проживало 456 человек.
По переписи 2002 года в деревне проживало 327 человек.
По состоянию на 2008 год в деревне проживало 330 человек.
По переписи 2010 года население составляло 304 человека, в том числе 145 мужчин и 159 женщин.
По оценке на 2021 года в население составило 176 человек.

## Инфраструктура
Основа экономики — личное подсобное хозяйство. По состоянию на 2021 год большинство домов используется жителями для постоянного проживания и проживания в летний период. Вода добывается жителями из личных колодцев.
В деревне находится филиал «Афонино» Ярославской областной клинической психиатрической больницы (Стационарное психиатрическое отделение № 24), в которой, помимо прочих, содержался душевнобольной художник Александр Лобанов.
Имеется ферма и столярная мастерская.
Улицы: Верхняя, Заречная, Школьная.
Почтовое отделение № 150534, расположенное в деревне Мордвиново, на март 2022 года обслуживает в деревне 22 дома.

## Транспорт
Расположено в 1,73 километрах от автодороги «Тутаев — Шопша». К деревне идёт асфальтовая дорога 78Н-0951 «Мордвиново — Седельницы». В селе Мордвиново находится остановка общественного транспорта «Мордвиново», через которую проходит пригородный автобусный маршрут № 153 «Ярославль-Главный — Курба».